# 스기모토 류지
스기모토 류지(일본어: 杉本 竜士, 1993년 6월 1일 ~ )는 일본의 축구 선수이다.

## 구단 경력
그는 2011년부터 202년까지 J리그의 도쿄 베르디, FC 마치다 젤비아, 나고야 그램퍼스, 도쿠시마 보르티스, 요코하마 F. 마리노스, 요코하마 FC, 더스파 군마에서 활동하였다.